# Ölmstads församling
Ölmstads församling var en församling i Växjö stift inom Svenska kyrkan, Jönköpings kommun. Församlingen uppgick 1 januari 2010 i Skärstad-Ölmstads församling.
Församlingskyrka var Ölmstads kyrka.

## Administrativ historik
Församlingen har medeltida ursprung
Församlingen utgjorde församlingen till 1963 ett eget pastorat för att från 1963 vara annexförsamling i pastoratet Skärstad och Ölmstad. Den 1 januari 2010 uppgick församlingen i Skärstad-Ölmstads församling.

## Areal
Ölmstads församling omfattade den 1 januari 1976 en areal av 48,1 kvadratkilometer, varav 47,6 kvadratkilometer land.

## Kyrkoherdar
| Ämbetstid            | Namn                   | Levnadstid | Övrigt                                    |
| -------------------- | ---------------------- | ---------- | ----------------------------------------- |
| 1348                 | Johannes               |            |                                           |
| 1380                 | Bengt                  |            |                                           |
| 1409–1410            | Martinus Tyrgilli      |            | Senare kyrkoherde i Skärstads församling. |
| 1415                 | Måns                   |            |                                           |
| Slutet av 1400-talet | Erlandh                |            |                                           |
| 1496                 | Nils                   |            |                                           |
| 1537                 | Sigfrid Svenonis       |            |                                           |
| 1560                 | Bengt                  |            |                                           |
| 1563–1567            | Nils Petri             |            |                                           |
| 1579–1598            | Anders Martini         |            |                                           |
| 1600–1613            | Sveno Matthiæ          |            |                                           |
| 1613–1636            | Sveno Svenonis Karre   | död 1636   |                                           |
| 1638–1666            | Andreas Jonæ Hyltenius | 1598–1666  |                                           |
| 1666–1707            | Nicolaus Jonæ Ölander  | 1638–1707  |                                           |
| 1708–1755            | Nicolaus Ölander       | 1677–1755  |                                           |
| 1758–1765            | Sven Runnqvist         | 1706–1765  |                                           |
| 1766–1781            | Arvid Abraham Ölander  | 1718–1781  |                                           |
| 1782–1807            | Lars Rosengren         | 1723–1807  |                                           |
| 1809–1821            | Johan Adelin           | 1760–1821  |                                           |
| 1822–1825            | Bengt Norlin           | 1758–1825  |                                           |
| 1827–1841            | Lars Peter Gagner      | 1791–1869  |                                           |
| 1842–1862            | Carl Fredric Bergholtz | 1797–1862  |                                           |
| 1863–1874            | Carl Johan Svalander   |            | Senare kyrkoherde i Rogberga församling.  |
| 1875–1899            | Per August Petersson   | 1823–1899  |                                           |
| 1899–1910            | Axel Emanuelsson       | 1851–1910  |                                           |
| 1910–1917            | Nils Edvard Stensson   |            | Senare kyrkoherde i Gränna församling.    |
| 1917–1927            | Oscar Herman Carling   | 1876–      |                                           |
| 1927–                | Ernst Sandgren         | 1893–      |                                           |

### Komministrar
| Ämbetstid | Namn                       | Levnadstid | Övrigt                                        |
| --------- | -------------------------- | ---------- | --------------------------------------------- |
| 1610–1613 | Sveno Svenonis Karre       |            | Senare kyrkoherde i församlingen.             |
| 1619–1659 | Zacharias Svenonis Karræus | död 1659   |                                               |
| 1659–1692 | Sveno Zachariæ Karræus     | död 1692   |                                               |
| 1692      | Nicolaus Wircknæus         | död 1692   |                                               |
| 1692–1696 | Andreas Holmingh           | född 1663  |                                               |
| 1696–1697 | Jonas Petri Lönqvist       |            | Senare komminister i Tofta församling.        |
| 1698–1701 | Patrus Langelius           | död 1707   |                                               |
| 1701–1708 | Nicolaus Ölander           | 1677–1755  | Senare kyrkoherde i församlingen.             |
| 1708–1730 | Andreas Drysenius          |            | Senare kyrkoherde i Sandseryds församling.    |
| 1733–1767 | Alexander Roswall          | 1703–1767  |                                               |
| 1769–1791 | Johannes Gabriel Lång      | 1731–1791  |                                               |
| 1792–1799 | Vitalis Wetter             |            | Senare komminister i Gränna församling.       |
| 1799–1802 | Johan Wetterholm           |            | Senare komminister i Norra Ljunga församling. |
| 1805–1847 | Olof Magnus Broman         | 1755–1847  |                                               |
| 1847–1863 | Carl Johan Unnerus         | 1780–1863  |                                               |
| 1863–1875 | Johan David Schermanson    | 1822–1875  |                                               |
| 1876–1882 | Johannes Nothin            |            | Senare kyrkoherde i Fryele församling.        |
| 1882–1922 | Per Emanuel Petersson      | 1851–1926  |                                               |

## Klockare, kantor och organister
| Ämbetstid | Namn                 | Levnadstid | Övrigt                |
| --------- | -------------------- | ---------- | --------------------- |
| 1686-1738 | Michael Karre        | -1738      | Organist och klockare |
| 1739-1749 | Lars                 |            | Organist och klockare |
| 1755-1768 | Gustaf Rendahl       | 1732-      | Organist och klockare |
|           | Pehr Rendahl         | 1754-      | Organist och klockare |
| 1789-1815 | Eskil Magnus Rendahl | 1765-      | Organist och klockare |